# Dictenidia sauteri
Dictenidia sauteri är en tvåvingeart som beskrevs av Günther Enderlein 1921. Dictenidia sauteri ingår i släktet Dictenidia och familjen storharkrankar.
Artens utbredningsområde är Taiwan. Inga underarter finns listade i Catalogue of Life.